# AGM-131 SRAM II
Die AGM-131 SRAM II (Short-Range-Attack-Missile) war eine Luft-Boden-Rakete der Firma Boeing mit Nuklearsprengkopf. Sie sollte die AGM-69 SRAM ersetzen. Als Folge der geopolitischen Veränderungen mit dem Ende des Kalten Krieges sowie wegen technischer Probleme wurde das Programm abgebrochen.
Ursprünglich begann die Planung für die SRAM II bereits 1977 unter dem Namen AGM-69B SRAM B. Sie sollte von der Rockwell B-1A eingesetzt werden. Als jedoch am 30. Juni 1977 der damalige US-Präsident Jimmy Carter das B-1A-Programm stoppte, war dies auch das Ende für die SRAM B. Im Jahre 1981 wurde entschieden, die B-1 zur B-1B weiterzuentwickeln. Der Entwicklungsauftrag wurde 1986 der Firma Boeing zugesprochen. Dort wollte man aber nicht auf die alte AGM-69 zurückgreifen, sondern entwickelte eine ganz neue Luft-Boden-Rakete. Die AGM-131 sollte nicht nur kleiner, sondern auch leichter und einfacher sein als die AGM-69. Es war geplant, dass eine B-1B 36 AGM-131 transportieren konnte.
Obwohl nur wenige SRAM II produziert wurden, entwickelte man noch die AGM-131B SRAM-T (SRAM-Tactical). Diese Variante sollte von der F-15E Strike Eagle eingesetzt werden. Sie absolvierte erste Teststarts, bevor beide Programme zusammen mit der Entwicklung der Atomsprengköpfe W89 und W91 im September 1991 von US-Präsident George H. W. Bush eingestellt wurden.